# Храм Воскресения Христова (Качканар)
Це́рковь Воскресе́ния Христо́ва — православный храм Нижнетагильской епархии Русской православной церкви, расположенный в Качканаре на вершине горы Долгой по адресу ул. Свердлова, 53.

## История
Первый храм иконы «Взыскания Погибших» в Качканаре был основан в 1993 году в здании бывшего детского сада № 20 (пер. Строителей, 6). Из-за нехватки места для прихожан было принято решение о строительстве нового храма, закладка которого состоялась 21 октября 2001 года с участием архиепископа Викентия. Автором проекта выступил архитектор Антон Мазаев, строительство финансировалась компаниями УГМК и Евраз, а также другими благотворителями. С 2007 года храм достраивался на средства прихожан. Первоначально храм планировался как новый приход старого храма, позднее было решено разделить приходы. Настоятелем нового храма стал протоиерей Геннадий Чечулин.
Молитвенное помещение храма рассчитано на пятьсот прихожан, высота храма составляет 44 метра. 17 декабря 2009 года в храме прошла первая служба, в 2010 году зазвонили первые колокола.

## Галерея

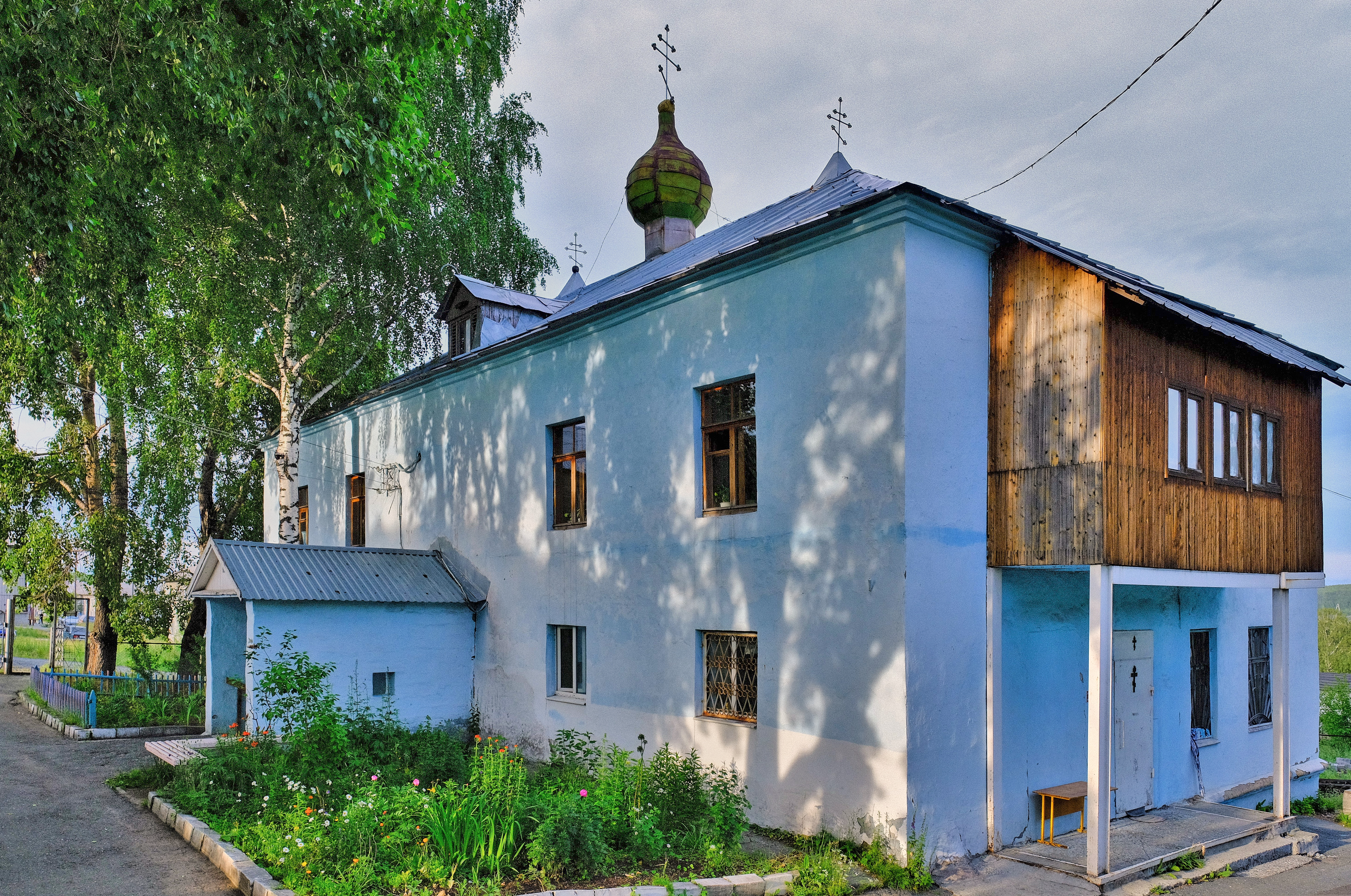
Первый храм в Качканаре (пер. Строителей, 6а)
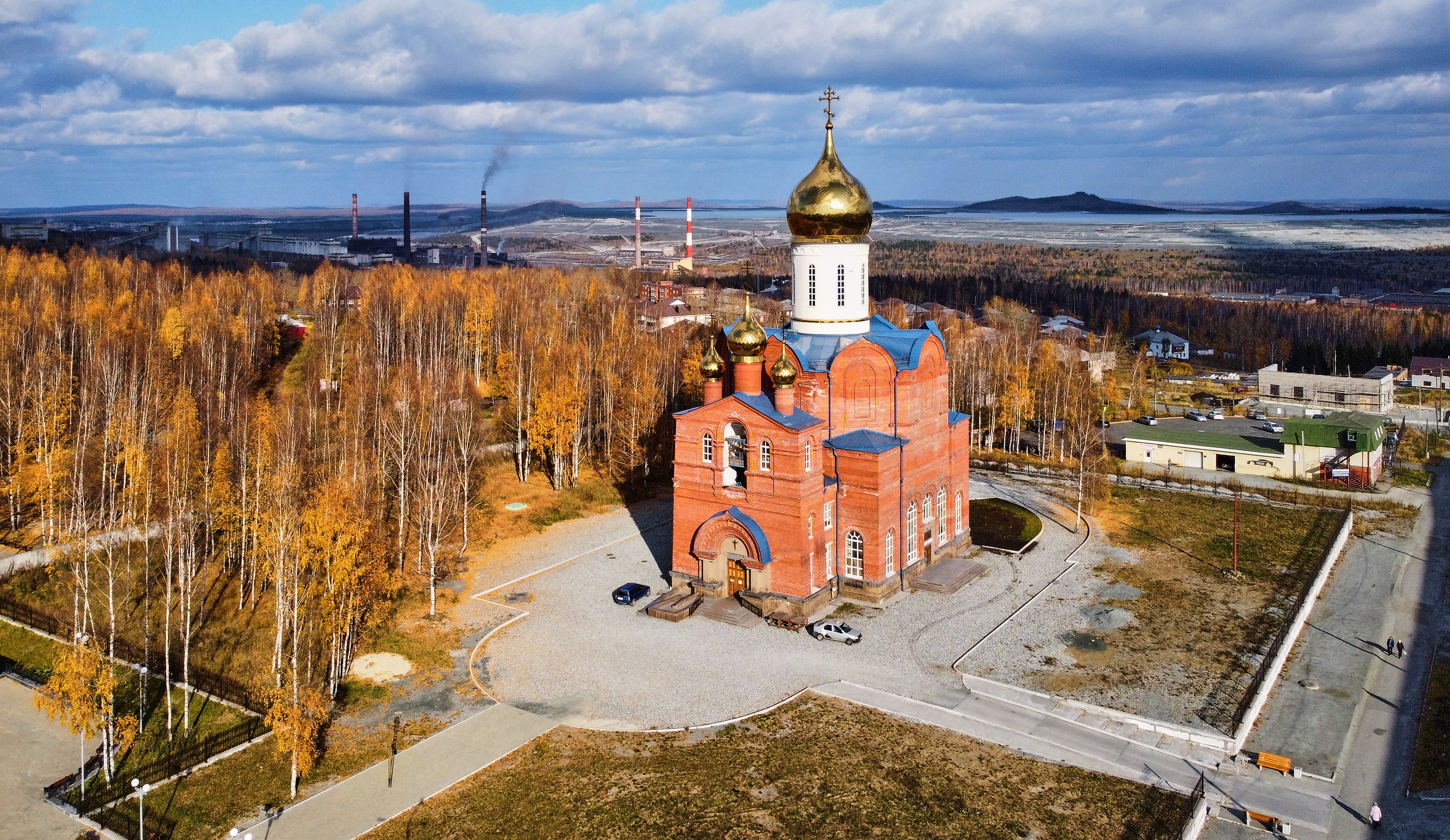
Вид с высоты
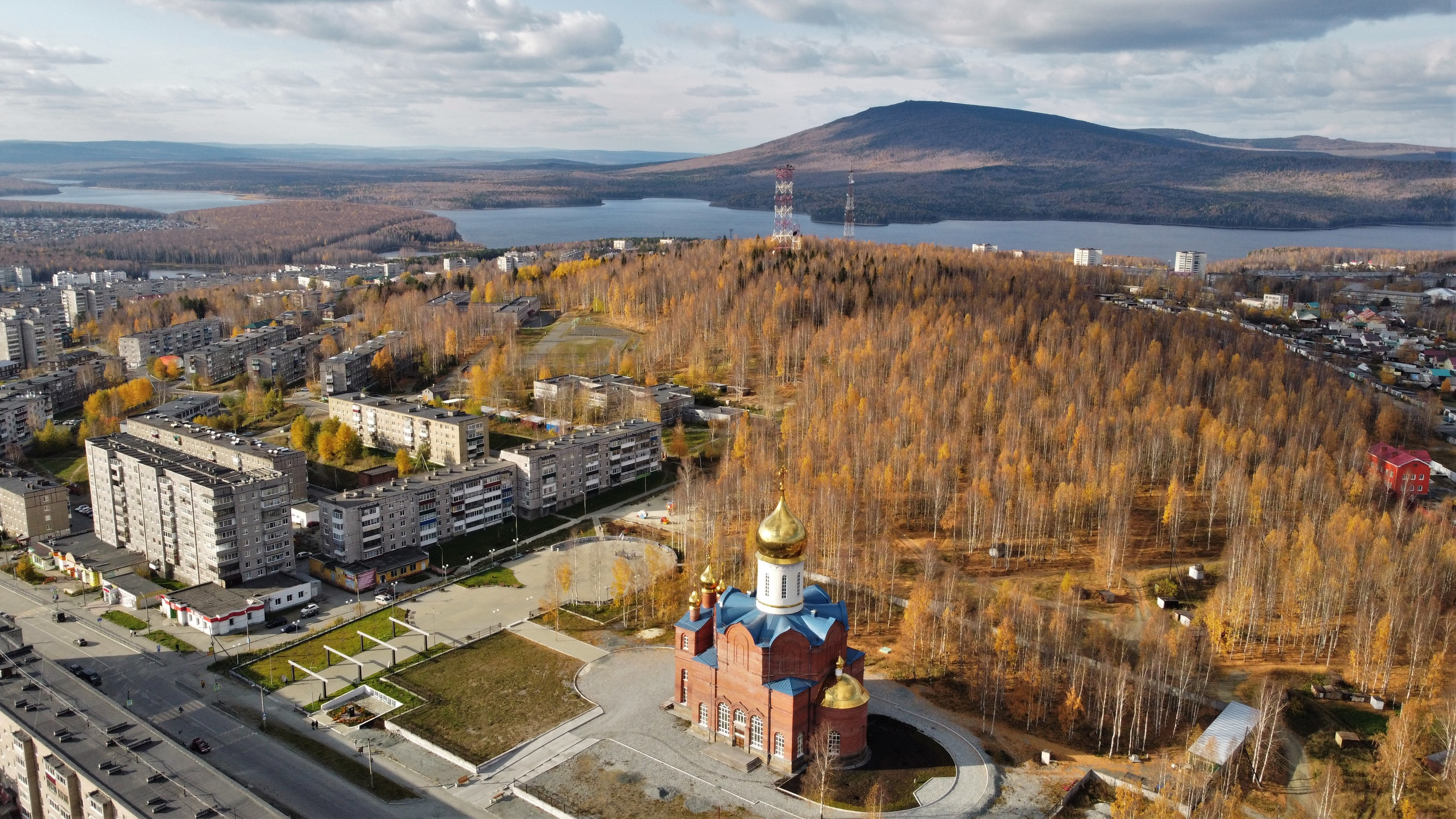
Вид на церковь, гору Долгую и гору Качканар
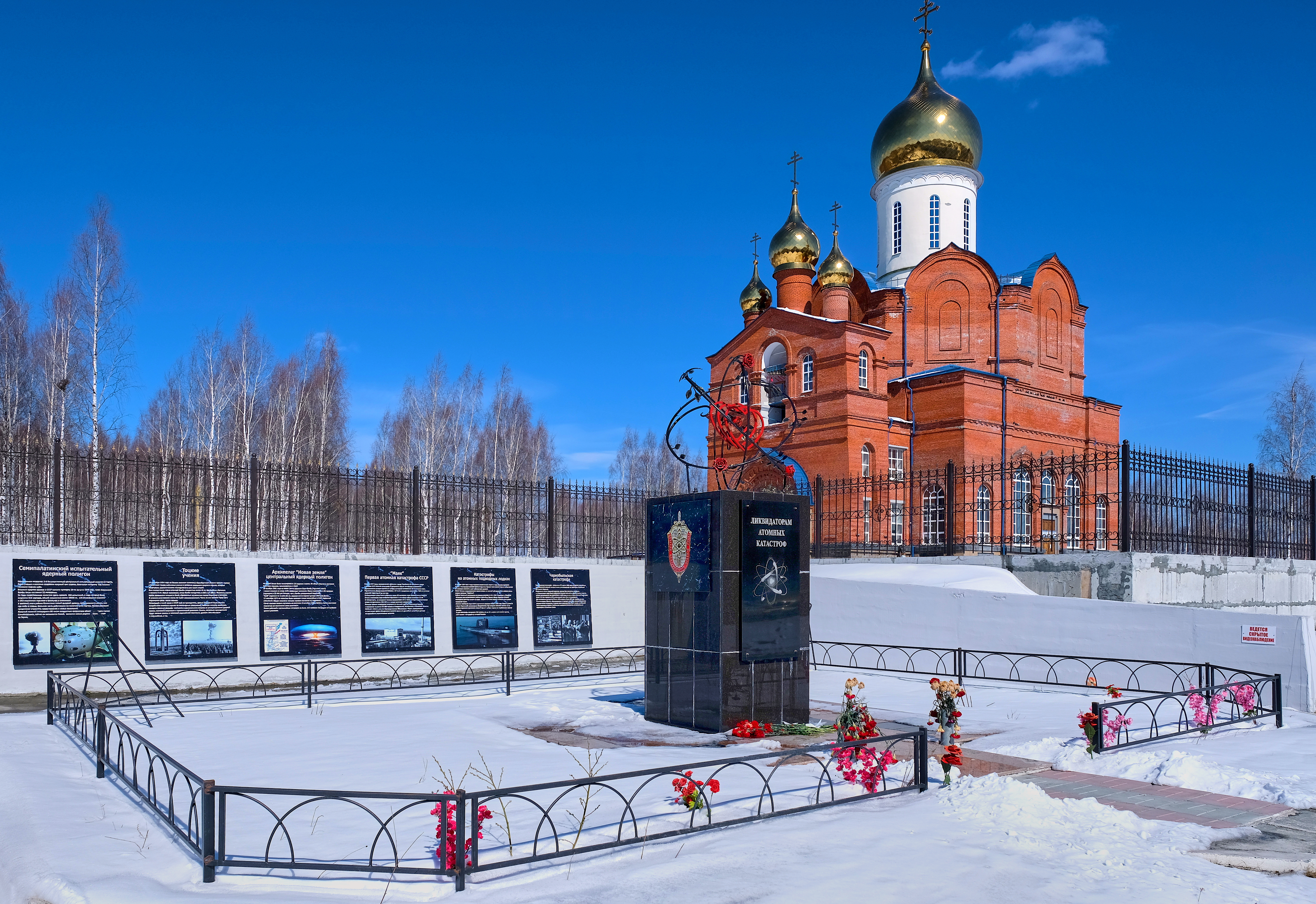
Мемориал ликвидаторам ядерных катастроф у церкви
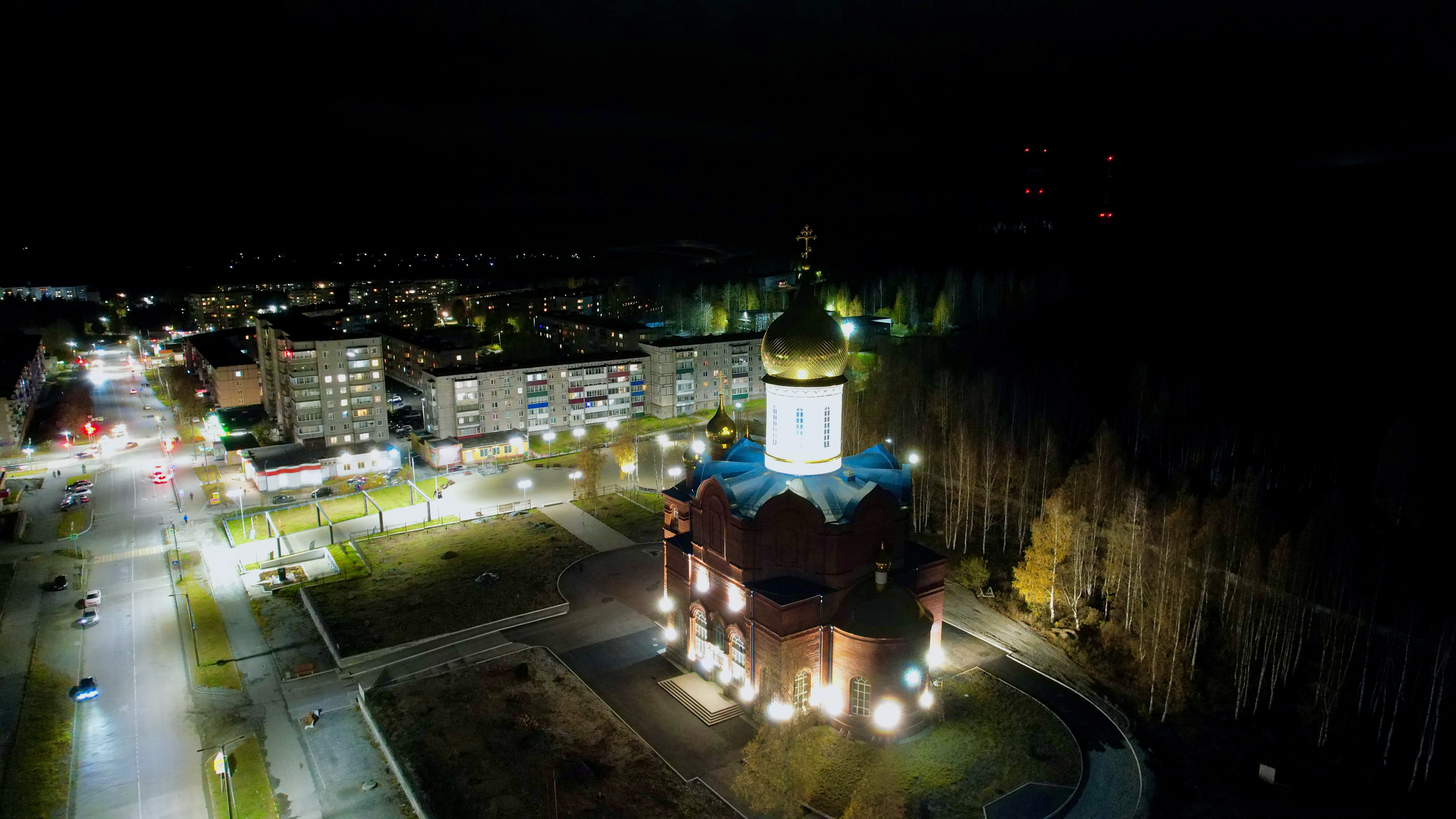
Ночной вид